# 14846 Lampedusa
För andra betydelser, se Lampedusa (olika betydelser).
14846 Lampedusa eller 1989 BH är en asteroid i huvudbältet som upptäcktes den 29 januari 1989 av San Vittore-observatoriet i Bologna. Den är uppkallad efter Giuseppe Tomasi di Lampedusa.
Asteroiden har en diameter på ungefär 6 kilometer.